# 究食狩獵王
《究食狩獵王》（英語：Food Hunter），為香港MakerVille製作的飲食資訊節目，由吳保錡、樊沛珈、羅振峰、呂珮琳主演，於2023年2月20日至3月10日，星期一至五 22:30－23:00 在ViuTV播出。本節目為《ViuTV 2023》節目巡禮綜藝節目之一。

## 演出
- 吳保錡 飾演 保錡犽（全集）
- 樊沛珈 飾演 小Gi（全集）
- 羅振峰 飾演 教官Vincent（第1－7、9－15集）
- 呂珮琳 飾演 資深教官Elsie（第4－10、12－13、15集）
- 孫梓維 飾演 大魔（全集）
- 許寶恆 飾演 愛麗絲（第6集）
- 曾贊學 飾演 神神（第6集）
- 葛綽瑤 飾演 Yoyo公主（第7集）／輔助獵人a.k.a.公主（第15集）
- 米露迪 飾演 加工米媽（第12集）
- 何洛瑤 飾演 加工Sica（第12集）
- 藍仔頭 飾演 輔助獵人（第15集）
- 李靜儀 飾演 輔助獵人（第15集）
- 倪安慈 飾演 輔助獵人（第15集）
- 趙汝陽 飾演 細魔（第15集）
- 黃家峻 飾演 細魔（第15集）
- 鄧永康 飾演 細魔（第15集）

## 每集內容
| 集數   | 播映日期 | 主題             | 藝人嘉賓       |
| 2023年 |          |                  |                |
| 1      | 2月20日  | 植物肉           | －             |
| 2      | 2月21日  | 梅納反應         | －             |
| 3      | 2月22日  | 拆解「鮮」味     | 鍾慧冰、陳月媚 |
| 4      | 2月23日  | 食物配對         | 徐蒝           |
| 5      | 2月24日  | 耕種知識         | －             |
| 6      | 2月27日  | 飲食心理學       | 雪瑤           |
| 7      | 2月28日  | 食物包裝         | －             |
| 8      | 3月1日   | 食物致敏原       | －             |
| 9      | 3月2日   | 廚餘知識         | －             |
| 10     | 3月3日   | 食品研發         | 楊尚友         |
| 11     | 3月6日   | 身體檢查及小遊戲 | －             |
| 12     | 3月7日   | 加工食物         | －             |
| 13     | 3月8日   | 分子料理         | －             |
| 14     | 3月9日   | 食物科學         | －             |
| 15     | 3月10日  | 糧食短缺         | －             |

## 記事
- 2023年2月17日：吳保錡、樊沛珈、羅振峰、呂珮琳在九龍灣ViuTV錄影廠出席記者會及透過ViuTV Facebook專頁、Instagram進行，由米露迪擔任司儀[5][6]。

## 外部連結
- ViuTV：究食狩獵王（節目重溫） （页面存档备份，存于）
- YouTube上的《究食狩獵王》X《粉紅麻甩101》記者會 FB LIVE 開動！
- YouTube上的《究食狩獵王》主題曲《FOOD HUNTER GO!!!》（MV）（主唱：保錡 X 阿Gi）

## 電視節目的變遷
| 香港 ViuTV 星期一至五 22:30－23:00            | 香港 ViuTV 星期一至五 22:30－23:00                | 香港 ViuTV 星期一至五 22:30－23:00 |
| --------------------------------------------- | ------------------------------------------------- | ---------------------------------- |
|                                               | 究食狩獵王 （2023年2月20日－2023年3月10日）       |                                    |
| 演奏1 TAKE過 （2023年1月30日－2023年2月17日） | 日本，你真識食？ （2023年3月13日－2023年3月31日） |                                    |